# Le bonheur est un mensonge

Le bonheur est un mensonge est un téléfilm français réalisé par Patrick Dewolf, diffusé en 1997 sur France 2.

## Synopsis
Antoine Fontaine, amateur de rap, a quitté la France et son père, homme d'affaires, pour diriger une maison de disques à New York. Le père, Charles Fontaine, qui cherche un successeur à la tête de son entreprise, a décidé que ce ne pouvait être que son fils, qui lui s'y refuse. Pour l'y contraindre, Charles Fontaine simule une crise cardiaque et se prétend au bord du trépas. Antoine revient donc pour revoir une dernière fois son père, et la mascarade se met en place, car il faut éviter au père la moindre contrariété...

## Fiche technique
- Titre : Le bonheur est un mensonge
- Réalisation : Patrick Dewolf
- Scénario :  Florence Philipponnat adaptation et dialogues Florence Philipponnat et Patrick Dewolf
- Musique : David François Moreau
- Photographie : Pascal Ridao
- Son : Pierre Donnadieu et Jean Casanova
- Décors : Frédéric Duru
- Costumes : Anne Schotte
- Montage : Dominique B. Martin
- Production : Christian Charret, Jacques Salles, Denis Leroy
- Société de production : Gaumont TV, France 2
- Pays d'origine : France
- Format : Couleurs - Mono
- Genre : Comédie
- Durée : 86 minutes
- Date de sortie : 9 juin 1997

## Distribution
- Yvon Back : Antoine Fontaine
- Sophie Aubry : Betty
- Michel Aumont : Charles Fontaine
- Pierre Vernier : Victor Larrieux
- Lea Bouanich : Juju
- Idit Cebula : Yolande Fontaine
- Philippe Hérisson : Jean-Bernard Leduc
- Thiam Aïssatou : Félicité
- Martine Maximin : Symphorose
- Katrine Boorman : Rosemary
- Emily Morel : Séverine
- Claire Hammond : Arlette
- Emmanuel Stralka : Jeff
- Roger Mollien : Mortier
- Valérie Benguigui
- Thierry Eliez
- Joniece Jamison
- Frédéric Lary